# Златник (Республика Сербская)
Златник (серб. Златник / Zlatnik) — село в общине Вишеград Республики Сербской Боснии и Герцеговины. В настоящее время село необитаемо.